# Carel B. Germain
Carel Bailey Germain (* 23. Oktober 1916 in San Francisco, USA; † 3. August 1995 in Avon, Connecticut, USA) war eine US-amerikanische Sozialwissenschaftlerin und Forscherin auf dem Gebiet der Sozialen Arbeit.

## Leben
Sie kam am 23. Oktober als Kind von Thomas J. Bailey und Lera Bailey zur Welt.
Germain erreichte an der University of California in Berkeley 1937 ihren ersten Hochschulabschluss im wirtschaftlichen Bereich. Sie arbeitete daraufhin auch in dieser Branche. 1941 heiratete sie Wiliam Germain. Aus der Ehe gingen zwei Töchter hervor.
1961 erlangte sie ihren Master-Abschluss in Sozialer Arbeit (MSW) an der Columbia University School of Social Work.
Daraufhin arbeitete sie als Professor und Autor auf demselben Gebiet.
Dort, wo sie zuvor schon den Master-Grad machte, promovierte sie 1971 in Sozialer Arbeit (DSW).
Sie lehrte einige Jahre an der University of Maryland, an der Columbia University und anschließend an der University of Connecticut von 1979 bis zum Ruhestand 1987.
Für ihre Verdienste wurde Germain 1993 vom Smith College mit der Ehrendoktorwürde ausgezeichnet.
1981 wurde sie vom Chapter Connecticut der National Association of Social Workers Foundation zum Sozialarbeiter des Jahres ernannt.

## Wirken
Germain wird als eine der wichtigsten Galionsfiguren und Denker der Sozialen Arbeit angesehen. Sie ist für ihre ausführlichen akademischen Arbeiten und der Erforschung des menschlichen Verhaltens im gesellschaftlichen Umfeld bekannt. Germain begründete die ökologische Betrachtungsweise dieser Sachverhalte und damit das sogenannte Life-Modell.
Die Entwicklung dieser Gedanken begann während ihrer Arbeit an der Columbia University Mitte der 1970er Jahre, später dann in Zusammenarbeit mit Alex Gitterman.
Theorie und Praxis der Sozialen Arbeit beruhen auf mehreren Bezugswissenschaften, darunter auch die Psychologie mit u. a. den Erkenntnissen Sigmund Freuds. In Letzteren wird der Fokus vor allem das Individuum und seine Familie, weniger sein Bezug zum restlichen Umfeld gelegt. Germain legte gemeinsam mit Gitterman das Fundament für ein Modell für Umwelt- und Kultureinflüsse in der Sozialen Arbeit.
Sowohl das Individuum als auch die Umgebung können nur zusammen, als einheitliches System, mittels ihrer Beziehung zueinander verstanden werden. Beide Teile beeinflussen sich ständig.
Sie bot demzufolge Hochschulkurse an, bei denen die wirtschaftliche Betrachtungsweise der Sozialen Arbeit (Theorie und Praxis) im Vordergrund stand. Sie war auch versiert auf dem Gebiet der Geschichte der Sozialen Arbeit.

## Werke
Germain schrieb insgesamt sieben Bücher, veröffentlichte in Fachzeitschriften und war begehrt für Vorträge.
Ihre bekanntesten Werke sind:
- The Life Model of Social Work Practise von 1980, zusammen mit Alex Gitterman
- Human Behavior in the Social Environment: An ecological View von 1991